# Esquirol de Robinson
L'esquirol de Robinson (Sundasciurus robinsoni) és una espècie de rosegador de la família dels esciúrids. Viu a la península de Malaca, Sumatra i els arxipèlags de Batu i Riau, on es troba a altituds d'entre 0 i 1.372 msnm. Té una llargada de cap a gropa de 112-140 mm i un pes de 49-77 g. La cua fa un 56-85% de la llargada del cos. Anteriorment era considerat una subespècie de l'esquirol de Low (S. lowii). El seu nom específic, robinsoni, significa ‘de Robinson’ en llatí.